# Jimmy Davies
Jimmy Davies (* 18. August 1929 in Glendale; † 11. Juni 1966 in Chicago) war ein US-amerikanischer Automobilrennfahrer.

## Karriere
Jimmy Davies war in den 1950er Jahren der zweite Fahrer, der drei USAC-National-Midget-Meisterschaften gewinnen konnte. 1949 wurde er zum jüngsten Sieger in einem US-Monoposto-Rennen, als er im Alter von knapp 20 Jahren das 100-Meilen-Midget-Rennen in DelMar gewann – ein Rekord, der erst 2006 von Marco Andretti gebrochen wurde. Wie Troy Ruttman und Jim Rathmann fälschte Davies seine Geburtsurkunde, um an den Rennen überhaupt teilnehmen zu können.
Davies fuhr fast nur Midget-Rennen und gewann in seiner Karriere bei 46 Rennveranstaltungen. 1962 wurde ihm nach einem Rennen in Indianapolis sein Rennwagen gestohlen. Ein Jahr später tauchte das Fahrzeug wieder auf – bei einem Rennen in Sacramento wurde der Wagen zu Schrott gefahren –, als Davies ihn anhand von Bildern in einer lokalen Zeitung wiedererkannte.
Außer bei Midget-Rennen startete Davies auch fünfmal beim Indianapolis 500. Da dieses Rennen zwischen 1950 und 1960 zur Weltmeisterschaft der Formel 1 zählte, stehen für Davies auch hier fünf Starts zu Buche. 1955 wurde er in Indianapolis Dritter, seine beste Platzierung bei diesem Rennen.
Davies starb 1966 an den Folgen eines Rennunfalls auf dem Santa-Fe-Speedway in Chicago.

## Statistik

### Indy-500-Ergebnisse
| Jahr | Startnr. | Start | Qual (km/h) | Ergebnis | Runden | Führung | Ausfall                        |
| ---- | -------- | ----- | ----------- | -------- | ------ | ------- | ------------------------------ |
| 1950 | 22       | 27    | 209,840     | 17       | 128    |         |                                |
| 1951 | 76       | 27    | 214,844     | 16       | 110    | 25      | Aufhängung                     |
| 1953 | 53       | 32    | 217,660     | 10       | 193    |         |                                |
| 1954 | 53       | DNQ   |             |          |        |         |                                |
| 1954 | 1        |       |             | 203      | 36     |         | fuhr Hanks' Wagen; Rd. 113–148 |
| 1954 | 45       |       |             | 115      | 30     |         | fuhr Cross' Wagen; Rd. 171–200 |
| 1955 | 15       | 10    | 225,722     | 3        | 200    |         |                                |
| 1956 | 31       | DNQ   |             |          |        |         |                                |
| 1957 | 32       | DNQ   |             |          |        |         |                                |
| 1959 | 53       | DNQ   |             |          |        |         |                                |
| 1963 | 63       | DNQ   |             |          |        |         |                                |

| Legende  | Legende            | Legende                                                          |
| Farbe    | Abkürzung          | Bedeutung                                                        |
| -------- | ------------------ | ---------------------------------------------------------------- |
| Gold     | –                  | Sieg                                                             |
| Silber   | –                  | 2. Platz                                                         |
| Bronze   | –                  | 3. Platz                                                         |
| Grün     | –                  | Platzierung in den Punkten                                       |
| Blau     | –                  | Klassifiziert außerhalb der Punkteränge                          |
| Violett  | DNF                | Rennen nicht beendet (did not finish)                            |
| Violett  | NC                 | nicht klassifiziert (not classified)                             |
| Rot      | DNQ                | nicht qualifiziert (did not qualify)                             |
| Rot      | DNPQ               | in Vorqualifikation gescheitert (did not pre-qualify)            |
| Schwarz  | DSQ                | disqualifiziert (disqualified)                                   |
| Weiß     | DNS                | nicht am Start (did not start)                                   |
| Weiß     | WD                 | zurückgezogen (withdrawn)                                        |
| Hellblau | PO                 | nur am Training teilgenommen (practiced only)                    |
| Hellblau | TD                 | Freitags-Testfahrer (test driver)                                |
| ohne     | DNP                | nicht am Training teilgenommen (did not practice)                |
| ohne     | INJ                | verletzt oder krank (injured)                                    |
| ohne     | EX                 | ausgeschlossen (excluded)                                        |
| ohne     | DNA                | nicht erschienen (did not arrive)                                |
| ohne     | C                  | Rennen abgesagt (cancelled)                                      |
| ohne     | keine WM-Teilnahme |                                                                  |
| sonstige | P/fett             | Pole-Position                                                    |
| sonstige | 1/2/3/4/5/6/7/8    | Punktplatzierung im Sprint-/Qualifikationsrennen                 |
| sonstige | SR/kursiv          | Schnellste Rennrunde                                             |
| sonstige | *                  | nicht im Ziel, aufgrund der zurückgelegten Distanz aber gewertet |
| sonstige | ()                 | Streichresultate                                                 |
| sonstige | unterstrichen      | Führender in der Gesamtwertung                                   |